# Borză
Borză (Blaps mortisaga), numit și gândacul morților, gândacul negru puturos, este un gândac coleopter mare, de 2—3 cm lungime (de mărimea cărăbușului), de culoare neagră mată, care se găsește prin locurile umede și întunecoase, mai ales prin pivnițe și care, la atingere, elimină o secreție rău mirositoare. Se găsește și în România. Este gazda gregarinului Stylocephalus longicollis.